# Wyszcza liha (1995/1996)
Wyszcza liha w piłce nożnej 1995/1996 – V edycja najwyższych w hierarchii rozgrywek ligowych ukraińskiej klubowej piłki nożnej. Sezon rozpoczął się 25 lipca 1995, a zakończył się 17 czerwca 1996.

## Drużyny
Zespoły występujące w Wyszczej Lidze 1995/1996
- CSKA-Borysfen Kijów
- Czornomoreć Odessa
- Dnipro Dniepropetrowsk
- Dynamo Kijów
- Karpaty Lwów
- Kremiń Krzemieńczuk
- Krywbas Krzywy Róg
- Metałurh Zaporoże
- Nywa Tarnopol
- Nywa Winnica
- Prykarpattia Iwano-Frankiwsk
- SK Mikołajów
- Szachtar Donieck
- Tawrija Symferopol
- Torpedo Zaporoże
- Wołyń Łuck
- Zirka Kirowohrad
- Zoria Ługańsk

Uwagi
- – zespoły, które awansowały z Pierwszej ligi edycji 1994/95.

## Stadiony
| Lp. | Klub                         | Miasto          | Stadion               | Pojemność |
| --- | ---------------------------- | --------------- | --------------------- | --------- |
| 1   | CSKA-Borysfen Kijów          | Kijów           | Stadion CSKA          | 12 000    |
| 2   | Czornomoreć Odessa           | Odessa          | Stadion CCzMP         | 20 836    |
| 3   | Dnipro Dniepropetrowsk       | Dniepropetrowsk | Stadion Dnipro Meteor | 24 381    |
| 4   | Dynamo Kijów                 | Kijów           | Stadion Dynamo        | 16 873    |
| 5   | Karpaty Lwów                 | Lwów            | Stadion Ukraina       | 28 051    |
| 6   | Kremiń Krzemieńczuk          | Krzemieńczuk    | Stadion Dnipro        | 11 300    |
| 7   | Krywbas Krzywy Róg           | Krzywy Róg      | Stadion Metałurh      | 29 782    |
| 8   | Metałurh Zaporoże            | Zaporoże        | Stadion Metałurh      | 11 883    |
| 9   | Nywa Tarnopol                | Tarnopol        | Stadion Miejski       | 16 450    |
| 10  | Nywa Winnica                 | Winnica         | Stadion Centralny     | 24 000    |
| 11  | Prykarpattia Iwano-Frankiwsk | Iwano-Frankiwsk | Stadion Ruch          | 15 000    |
| 12  | SK Mikołajów                 | Mikołajów       | Stadion Centralny     | 24 325    |
| 13  | Szachtar Donieck             | Donieck         | Stadion Szachtar      | 31 718    |
| 14  | Tawrija Symferopol           | Symferopol      | Stadion Łokomotyw     | 20 000    |
| 15  | Torpedo Zaporoże             | Zaporoże        | Stadion ZAZ           | 15 000    |
| 16  | Wołyń Łuck                   | Łuck            | Stadion Awanhard      | 10 792    |
| 17  | Zirka Kirowohrad             | Kirowohrad      | Stadion Zirka         | 13 667    |
| 18  | Zoria Ługańsk                | Ługańsk         | Stadion Awanhard      | 23 243    |

## Tabela
|    | Klub                         | M  | Zw. | Rem. | Por. | BZ | BS | +/- | Pkt. | Uwagi                     |
| -- | ---------------------------- | -- | --- | ---- | ---- | -- | -- | --- | ---- | ------------------------- |
| 1  | Dynamo Kijów                 | 34 | 24  | 7    | 3    | 65 | 17 | 48  | 79   | Liga Mistrzów             |
| 2  | Czornomoreć Odessa           | 34 | 22  | 7    | 5    | 56 | 25 | 31  | 73   | Puchar UEFA               |
| 3  | Dnipro Dniepropetrowsk       | 34 | 19  | 6    | 9    | 65 | 34 | 31  | 63   |                           |
| 4  | CSKA-Borysfen Kijów          | 34 | 15  | 11   | 8    | 47 | 27 | 20  | 56   |                           |
| 5  | Metałurh Zaporoże            | 34 | 16  | 4    | 14   | 49 | 42 | 7   | 52   |                           |
| 6  | Zirka-NIBAS Kirowohrad       | 34 | 14  | 8    | 12   | 37 | 33 | 4   | 50   |                           |
| 7  | Torpedo Zaporoże             | 34 | 15  | 3    | 16   | 40 | 46 | -6  | 48   |                           |
| 8  | Karpaty Lwów                 | 34 | 12  | 10   | 12   | 39 | 39 | 0   | 46   |                           |
| 9  | Kremiń Krzemieńczuk          | 34 | 14  | 4    | 16   | 46 | 56 | -10 | 46   |                           |
| 10 | Szachtar Donieck             | 34 | 13  | 6    | 15   | 44 | 43 | 1   | 45   | Puchar Intertoto          |
| 11 | Prykarpattia Iwano-Frankiwsk | 34 | 12  | 8    | 14   | 49 | 49 | 0   | 44   |                           |
| 12 | Tawrija Symferopol           | 34 | 12  | 8    | 14   | 46 | 46 | 0   | 44   |                           |
| 13 | Nywa Tarnopol                | 34 | 13  | 3    | 18   | 37 | 42 | -5  | 42   |                           |
| 14 | Krywbas Krzywy Róg           | 34 | 11  | 9    | 14   | 43 | 52 | -9  | 42   |                           |
| 15 | Nywa Winnica                 | 34 | 11  | 7    | 16   | 28 | 36 | -8  | 40   | Puchar Zdobywców Pucharów |
| 16 | SK Mikołajów                 | 34 | 10  | 8    | 16   | 37 | 53 | -16 | 38   | Spadek                    |
| 17 | Wołyń Łuck                   | 34 | 9   | 7    | 18   | 34 | 58 | -24 | 34   | Spadek                    |
| 18 | Zoria Ługańsk                | 34 | 4   | 4    | 26   | 16 | 80 | -64 | 16   | Spadek                    |

Legenda:
|  | Eliminacje Ligi Mistrzów  |
|  | Puchar Zdobywców Pucharów |
|  | Puchar UEFA               |
|  | Puchar Intertoto          |
|  | Spadek do Pierwszej Lihi  |

Na początku sezonu 1995/96 klub CSKA-Borysfen Boryspol zmienił lokalizację z Boryspola na Kijów i przyjął nazwę CSKA-Borysfen Kijów.
Do maja 1996 roku klub Zoria Ługańsk nazywał się Zoria-MAŁS Ługańsk.

## Najlepsi strzelcy
| # | Strzelec            | Drużyna                              | Mecze | Bramki(karne) |
| - | ------------------- | ------------------------------------ | ----- | ------------- |
| 1 | Tymerłan Husejnow   | Czornomoreć Odessa                   | 33    | 20 (1)        |
| 2 | Andrij Szewczenko   | Dynamo Kijów                         | 31    | 16            |
| 3 | Andrij Pokładok     | Karpaty Lwów                         | 24    | 13 (2)        |
| 3 | Ołeh Matwiejew      | Szachtar Donieck                     | 25    | 13 (5)        |
| 3 | Ołeksandr Palanycia | Dnipro Dniepropetrowsk               | 32    | 13            |
| 6 | Wołodymyr Mozoluk   | Wołyń Łuck                           | 33    | 12 (3)        |
| 7 | Wołodymyr Szaran    | Dnipro Dniepropetrowsk               | 27    | 11            |
| 7 | Iwan Korponaj       | Kremiń Krzemieńczuk                  | 30    | 11 (1)        |
| 9 | Ołeh Jaszczuk       | Nywa Tarnopol                        | 19    | 10            |
| 9 | Micheil Pocchweria  | Metałurh Zaporoże / Szachtar Donieck | 24    | 10            |
| 9 | Roman Hryhorczuk    | Krywbas Krzywy Róg                   | 26    | 10 (6)        |
| 9 | Serhij Borysenko    | Zirka-NIBAS Kirowohrad               | 31    | 10            |
| 9 | Jurij Wernydub      | Torpedo Zaporoże                     | 33    | 10 (8)        |

## Medaliści
(liczba meczów i goli w nawiasach)
| 1. Dynamo Kijów |
| Bramkarze: Ołeksandr Szowkowski (25 / -13), Andrij Kowtun (9 / -4). Obrońcy: Ołeksandr Hołowko (31), Serhij Beżenar (28 / 5), Serhij Szmatowałenko (28), Ołeh Łużny (24 / 1), Jurij Dmytrulin (20), Władysław Waszczuk (10), Serhij Bałanczuk (4). Pomocnicy: Jewhen Pochlebajew (32 / 6), Dmytro Mychajłenko (32 / 1), Witalij Kosowski (29 / 6), Jurij Maksymow (22 / 7), Serhij Konowałow (20 / 2), Jurij Kalitwincew (15 / 2), Ihor Kostiuk (10 / 1). Napastnicy: Andrij Szewczenko (31 / 16), Serhij Rebrow (31 / 9), Pawło Szkapenko (19 / 2), Wiktor Łeonenko (13 / 5), Serhij Skaczenko (10 / 2). Trener: Jożef Sabo. Odeszli w sezonie: Andrij Chomyn (9) (Prykarpattia Iwano-Frankiwsk), Serhij Mizin (9) (Dnipro Dniepropetrowsk), Serhij Łeżencew (4) (Czornomoreć Odessa), Matwij Nykołajczuk (1) (Czornomoreć Odessa).                                                   |
| 2. Czornomoreć Odessa |
| Bramkarze: Ołeh Susłow (34 / 2 / -24), Serhij Dołhanski (3 / -1). Obrońcy: Jurij Bukel (30), Denys Kołczin (18), Jurij Sak (17 / 2), Władisław Tiernawski (16 / 3), Witalij Skysz (9 / 1), Serhij Łeżencew (6). Pomocnicy: Dmytro Parfionow (34), Ołeksandr Zotow (33 / 2), Andriej Gaszkin (31 / 8), Witalij Kołesniczenko (21 / 1), Ihor Żabczenko (20), Jurij Sełezniow (18 / 1), Hennadij Łytowczenko (10 / 1), Matwij Nykołajczuk (7 / 2). Napastnicy: Tymerłan Husejnow (33 / 20), Wasyl Kardasz (32 / 7), Wołodymyr Musolitin (32 / 1), Ołeksandr Kozakewicz (22 / 2), Ołeh Moczulak (7), Ihor Biełanow (3 / 1). Trener: Łeonid Buriak. Odeszli w sezonie: Ołeksandr Horszkow (15) (Żemczużyna Soczi), Rusłan Wasylkiw (13 / 2) (SK Mikołajów). |
| 3. Dnipro Dniepropetrowsk |
| Bramkarze: Mykoła Medin (17 / -12), Swiatosław Syrota (14 / -15), Serhij Perchun (6 / -7), Konstantin Ledowskich (1 / -3). Obrońcy: Wołodymyr Bahmut (33 / 3), Wiktor Skrypnyk (31 / 6), Ołeksandr Jewtuszok (29 / 2), Wołodymyr Horiły (19), Dmytro Jakowenko (18 / 1), Hennadij Kozar (14), Andrij Judin (13 / 1), Serhij Zadorożny (1). Pomocnicy: Andrij Połunin (34 / 4), Ołeksandr Zacharow (30 / 2), Wołodymyr Szaran (27 / 11), Wałentyn Moskwyn (21 / 2), Dmytro Topczijew (19), Serhij Mizin (17 / 4), Serhij Kowałeć (15), Wołodymyr Kowaluk (12 / 2), Ołeksij Kuryłenko (12), Artur Teodorowicz (2), Wałentyn Płatonow (1). Napastnicy: Ołeksandr Palanycia (32 / 13), Serhij Nahorniak (20 / 6), Émerson (14 / 7), Andreas Sassen (6). Trener: Bernd Stange. Odeszli w sezonie: Kostiantyn Babycz (2 / 1) (CSKA-Borysfen Kijów), Ołeksij Kupcow (2) (Krywbas Krzywy Róg). |

Uwaga: Piłkarze oznaczone kursywą występowali również na innych pozycjach.